# 26년 (만화)
《26년》은 강풀이 그린 만화 작품이다. 미디어다음의 만화속세상을 통해 2006년 4월 10일부터 2006년 9월 28일까지 연재되었다. 본 만화는 강풀의 만화 중에 유일하게 작가 스스로가 영리적목적사용, 개작을 제외한 부분적 카피레프트를 선언한 만화이다.

## 주인공
- 김갑세(49세)

대기업 회장. 광주 민주화 운동 당시 제3공수여단의 일병이었으며 당시 곽진매와 이치영의 아버지를 사살했으며 이로 인해 죄책감에 시달리며 하루하루를 살아가고 있다.
- 김주안(27세)

김갑세의 아들.
- 심미진(26세)

국가대표 사격선수. 광주 민주화 운동 당시 그녀는 두 달 된 갓난아기였으며 이때 계엄군에 의해 모친이 살해되었다.
- 곽진배(32세)

광주지역 조직폭력배. 광주 민주화 운동 당시 도청에서 아버지가 김갑세에 의해 살해되었다.
- 이치영(31세)

흉상 조각가. 광주 민주화 운동 당시 아버지가 김갑세의 곤봉에 맞아 살해되었다. 같은 처지였던 한선영과 결혼하게 된다.
- 권정혁(27세)

서대문경찰서 소속 경찰관. 광주 민주화 운동 당시 첫 돌이 막 지났을 때였으며 계엄군에 의해 아버지가 살해되었다.
- 한선영(28세)

중학교 국사 교사. 광주 민주화 운동 당시 아버지가 계엄군에 의해 살해되었다. 같은 처지였던 이치영과 결혼한다.
- 마상열

전두환('그 사람')의 비서. 김갑세의 군대 후임병. 광주 민주화 운동 당시 제3공수여단의 이등병이었다. 당시 심미진의 생모를 총으로 사살했다.
- 최성태

서대문경찰서 계장. 전직 국가안전기획부 수사관으로 공안사건 전문이었으며 문익환 목사를 조사한 적이 있었다.
- 안수호

광주지역 폭력조직인 '수호파'의 보스
- 탁성주

전두환('그 사람')의 비서로, '그 사람'의 후광을 이용해 사욕을 채우고자 하는 인물.
- 전두환(그 사람)(75세)

1980년 5월 당시 보안사령관(육군 중장)과 중앙정보부장 서리를 겸임한 군부의 실세였다. 자신의 정권 장악을 위해 5·17 비상계엄 전국확대 조치를 내리고, 이에 항거한 5·18 광주 민주화 운동 강경 진압을 주도했다. 대법원의 5.18 판결에서 내란수괴죄로 무기징역을 선고을 받았으나, 이후 사면되어 예전과 다름없는 권력을 누리며 살고 있음.

## 줄거리
광주 민주화 운동이 있은 지 26년. 광주 민주화 운동 당시 계엄군으로 참가해 어쩔 수 없이 사람을 죽여야 했던 대기업 회장 김갑세는 26년이 지난 후 당시 죽어간 광주시민의 자녀들과 규합하여 전두환을 암살하려고 한다. 결국 전두환 전 대통령의 자택까지 들어와서 계획을 펼치는데, 권총으로 사살하는 1차 시도는 권총 분실로 실패하고, 곽진배가 이끄는 광주지역 조폭들의 습격(정면돌파)도 경찰 개입으로 실패하며, 결국 모든 시도가 실패하고 김갑세는 전두환 자택 맞은편 집에 들어가 플라스틱 폭탄으로 자폭한다. 마지막으로 인근 주차타워에 있던 저격수로 국가대표 사격선수 출신의 심미진이 전두환을 저격한다. 그러나 저격과 동시에 전두환의 경호원이 주차타워에 올라가 심미진에게 총을 쏜다. 그 두 컷의 총 소리가 조합되면서 주차타워의 정면이 보이는것으로 만화는 끝이 나게 된다. (열린결말)

## 영화화
청어람에서 이 만화의 영화화 판권을 구입했고, 이해영 감독이 '29년'이라는 가제로 시나리오작업을 진행, 캐스팅을 마쳤으나 크랭크인 되기 전 프로젝트가 무산되었다. 무산된 배경에는 '외압이 있었다고 본다'는 제작사 대표의 인터뷰 가 있다. 이후 2012년 11월 개봉을 목표로 다시 영화 제작을 추진하였고, 본격 촬영(크랭크인)에 돌입하였다. 진구, 한혜진, 임슬옹, 이경영, 배수빈 등이 새로 캐스팅되었다. 또한 《후궁: 제왕의 첩》, 《장화, 홍련》, 《형사:Duelist》, 《음란서생》 등에서 미술을 맡았던 조근현 감독의 감독 데뷔작으로, '크라우드 펀딩'을 통해 일반 시민으로부터 제작비를 후원받았다.